# QW4RTZ
QW4RTZ est un groupe canadien de pop a cappella, originaire de Trois-Rivières, au Québec. Le quatuor vocal est composé de Louis Alexandre Beauchemin (ténor et beatboxer), Philippe Courchesne Leboeuf (baryton), François « Fa2 » Dubé (basse) et François Pothier Bouchard (ténor).

## Histoire

### Débuts (2010–2012)
Le groupe est originellement composé de David Gélinas, Xavier Roy, Louis Alexandre Beauchemin et François Pothier Bouchard. Enfants, ils débutent dans la chorale des Petits Chanteurs de Trois-Rivières. En mars 2010, ils présentent leur premier spectacle, Rendez-vous à 4, mis en scène par Martin Larocque, qui connaît un véritable succès. Leur spectacle de variétés, croisement entre humour et musique, est un « vent de fraîcheur » dans le paysage culturel québécois. Ce spectacle les amènera un peu partout, de La Maison symphonique à Montréal, à une tournée européenne, en passant par le festival Juste pour rire, aux côtés du beatboxer Charlypop. 
L'année 2012 amène un nouveau metteur en scène : Serge Postigo. De cette collaboration naît deux spectacles qui charment le Québec, l'Ontario et les Maritimes, de même que la francophonie européenne. Le groupe effectue une série de représentations en compagnie de Maxime Landry, en tournée partout au Québec — notamment au Centre Bell —, la première partie de Whoopi Goldberg au Grand Rire de Québec ainsi que la première partie de Laurent Paquin au festival Juste pour rire.

### Nouveaux chanteurs et suites (2013–2015)
En septembre 2013, le groupe annonce que deux membres quittent la formation: Xavier Roy et David Gélinas. Face au grand niveau d'implication exigé par la croissance du groupe, David et Xavier ont préféré se retirer. En optant pour ce scénario, la formation a tout de suite cherché deux remplaçants. L'un d'eux, Philippe Courchesne Leboeuf, avait déjà chanté aux côtés du human beatbox de la bande, Louis Alexandre Beauchemin, et de François Pothier Bouchard dans la chorale des Petits Chanteurs de Trois-Rivières.
En 2014, une rentrée montréalaise au Théâtre Saint-Denis voit le groupe être salué par une critique élogieuse, et deux supplémentaires y ont été présentées en 2015. On les retrouve au Festival Juste Pour Rire à l'été 2015, lors d'un grand rassemblement a cappella intitulé Vox Populi. Habitué des collaborations, le groupe QW4RTZ est également invité à quelques spectacles de la tournée Patsy Cline de Brigitte Boisjoli en 2015.

### A Cappella 101(2016)
Leur premier album, intitulé A Cappella 101, voit le jour le 11 novembre 2016. Sous étiquette Analekta, le disque entièrement composé de chansons québécoises et françaises est salué par la critique. On y entend une sélection de titres nés des deux côtés de l’Atlantique ; des Colocs à Mika, en passant par les Sœurs Boulay et Charles Aznavour. Faisant notamment honneur à leurs racines classiques et chorales, ils y interprètent Si les bateaux et Pendant que les bateaux du grand Gilles Vigneault, ainsi que L'Hymne à l'amour de Édith Piaf. 
Dès 2017, le quatuor vocal est en tournée avec un nouveau spectacle intitulé Le Meilleur des quatre et dont la rentrée montréalaise a lieu le 8 novembre 2017 au Théâtre Maisonneuve devant plus de 1 200 spectateurs,. Ce troisième spectacle du groupe mis en scène par Serge Postigo rassemble prouesses vocales a cappella et numéros humoristiques.

### G7 etLa France a un incroyable talent(2017–2019)
À l'été 2018, les membres de QW4RTZ chantent pour les sept chefs d’États réunis à La Malbaie dans le cadre du sommet du G7. François « Fa2 » Dubé ne peut prendre part à cette prestation pour cause de maladie ; c’est l'ancien membre du groupe Xavier Roy qui le remplace pour l’occasion. Leur performance dans une ambiance style « feu de camp » récolte une ovation spontanée des leaders mondiaux. Ce fut une expérience hautement prestigieuse pour le groupe.
En 2018, QW4RTZ participe à l’émission française La France a un incroyable talent sur les ondes de la chaîne M6[source secondaire nécessaire]. Le groupe se rend jusqu’en demi-finale, où il livre un numéro spécial qui dégénère mêlant chansons sexy et parodie d’émission de cuisine. L’émission, qui attire plus de 3 millions de téléspectateurs chaque épisode, a donné une visibilité inespérée au quatuor en territoire européen.

### Skabedabedweebeshoobop(2020)
Le quatuor lance son deuxième album, Skabedabedweebeshoobop, en juin 2020, sous l'étiquette La Tanière. Dans cet album, QW4RTZ réinterprète et réarrange des titres issus de répertoires éclectiques et d’époques variées. Il comprend entre autres des succès pop tels que Summer of '69, Fix You et un medley des Backstreet Boys, mais également la chanson Dixie du groupe Harmonium, le motet du XVIe siècle If Ye Love Me, sans oublier les reprises de Bohemian Rhapsody de Queen et Hallelujah de Leonard Cohen. Le groupe a également collaboré avec la chanteuse Yama Laurent pour le titre Bridge Over Troubled Water / Lean on Me. L’album a été financé grâce à une campagne de financement participatif Kickstarter, dont l’objectif initial a été atteint en seulement 48 h.
En plein contexte de pandémie de Covid-19, le groupe organise le lancement de l’album sous forme d’événement virtuel, chacun depuis son domicile. De la même façon, QW4RTZ organise à quelques reprises en 2020 des quiz virtuels en direct afin de garder le contact avec son public.
À la fin de l'été 2020, alors que la pandémie de Covid-19 bat son plein, le gouvernement québécois dicte des règles sanitaires strictes devant s'appliquer dans les salles de spectacle du Québec. En réponse à ces exigences, le quatuor se lance dans la création express d'un nouveau spectacle adapté aux normes sanitaires, conçu notamment pour respecter la distanciation de 2 mètres exigée entre les individus. Le spectacle intitulé 4 gars, 4 micros, 2 mètres prend la forme d'un « spectacle dont vous êtes le héros », dans lequel le public est invité à quelques reprises à voter pour la chanson qu'il souhaite entendre via une application mobile. Le spectacle présenté pour la première fois à Trois-Rivières le 4 septembre 2020 marque la réouverture de la salle J.A.-Thompson après plusieurs mois de fermeture liée à la pandémie.

### Ça goûte Noël(depuis 2021)
Le 12 novembre 2021, le groupe lance l'album double Ça goûte Noël sous l'étiquette La Tanière. L'album en deux temps présente plusieurs grands classiques de Noël dans une esthétique plus classique sur la face A, alors que la face B offre des chansons du temps des Fêtes issues d'un répertoire  pop et traditionnel. Pour la création de Ça goûte Noël, QW4RTZ s'entoure de plusieurs artistes invités de renom dont Les Petits Chanteurs du Mont-Royal (Veni, veni Emmanuel), Marc Hervieux (Noël blanc), la soprano Anna-Sophie Neher (The White Cliffs of Dover), Les Itinérantes (Élégie du pain sandwich), Quartom (O Magnum Mysterium) et Julien Corriveau (Le Noël de M. Mousteille). Pour la toute première fois, le groupe livre 4 chansons originales (Élégie du pain sandwich, Ma recette du bonheur, Gravlax, Keep it real (ton sucre à la crème)), une par membre du quatuor, dont la thématique porte sur une recette de Noël. Chaque membre a ainsi pris en charge l’élaboration complète d’une chanson, en passant par la composition des paroles et de la musique, par l’arrangement et par l’interprétation de l’entièreté de la partition. Dans la semaine suivant sa sortie, l'album atteint la deuxième position des ventes franco du Palmarès ADISQ de même que la position #9 du Top 200 Pop d'iTunes.

## Implication
Le quatuor vocal QW4RTZ s'implique auprès de plusieurs causes sociales qui lui tiennent à cœur.

### Milieu scolaire
Le groupe QW4RTZ parcoure régulièrement les routes du Québec et d’autres provinces canadiennes pour présenter dans les écoles une conférence-spectacle faisant la prévention du décrochage scolaire, dans une mise en scène signée par Martin Larocque. Sur un ton humoristique et personnel, les quatre chanteurs relatent des anecdotes de leur passage au secondaire tout en initiant les élèves aux bases du chant a cappella,.

### SOPAR-Bala Vikasa
Le groupe agit comme porte-parole pour SOPAR-Bala Vikasa, un organisme qui encourage le développement durable en Inde, notamment en finançant la construction de puits d’eau potable. En janvier 2020, le quatuor s'est envolé pour l'Inde afin d'aller à la rencontre des communautés desservies par SOPAR-Bala Vikasa. De plus, pour chaque exemplaire vendu de l'album Shkabedabedweebeshoobop, QW4RTZ remet 1 $ à l’organisme.

## Musique de films
QW4RTZ compose et interprète la chanson titre du film Livrés chez vous sans contact écrite par Jean-Marie Corbeil. À l'affiche à partir du 4 septembre 2020, le film du duo Corbeil et Maranda met en vedette Michel Courtemanche, Anne Casabonne, Luc Senay, Lauranne Corbeil et France Castel en plus du duo. Il s'agit de la première expérience du quatuor en lien avec la composition de musique de film.